# Thuộc địa Sông Swan
Thuộc địa Sông Swan (tiếng Anh: Swan River Colony, còn gọi là Swan River Settlement, hay đơn giản là Swan River) là một thuộc địa của Anh được thành lập vào năm 1829 trên sông Swan ở Tây Úc. Nơi định cư ban đầu trên sông Swan này nhanh chóng được đặt tên là Perth và nó trở thành thủ phủ của Tây Úc.
Cái tên này là một pars pro toto của Tây Úc. Ngày 6 tháng 2 năm 1832, nơi này được đổi tên thành Thuộc địa Tây Úc, khi người sáng lập thuộc địa, Đại úy James Stirling, nhận nhiệm vụ trễ. Tuy nhiên, tên gọi "Swan River Colony" vẫn được sử dụng không chính thức trong nhiều năm.